# 1300 Marcelle
Az 1300 Marcelle (ideiglenes jelöléssel 1934 CL) a Naprendszer kisbolygóövében található aszteroida. G. Reiss fedezte fel 1934. február 10-én, Algírban.